# Dragomirești
Dragomirești (węg. Dragomérfalva) – miasto w Rumunii, w okręgu Marmarosz. Liczy 3132 mieszkańców (2002).